# 40 de semne de ploaie
40 de semne de ploaie (engleză Forty Signs of Rain) este primul roman hard-sf din trilogia "Știința în Capitală" de Kim Stanley Robinson. A fost urmat de romanele Fifty Degrees Below (50 de grade sub zero) în 2005 și Sixty Days and Counting (60 de zile - și numărătoarea continuă...) în 2007.
Tema cărții este efectul încălzirii globale în viitorul apropiat. Personajele sunt în majoritate savanți, unii implicați în cercetare biotehnologică, alții fiind consilieri ai membrilor guvernului sau activând în Fundația Națională a Științei. Apar, de asemenea, câțiva călugări budiști ce lucrează pentru ambasada statului Khembalung, o națiune insulară fictivă.
Romanul a apărut în ianuarie 2004 la editura HarperCollins din Statele Unite. În România a apărut în Colecția SFFH (Editura Tritonic) în 2006, în traducerea lui Mihai Samoilă.

## Recepția romanului
Robert K. J. Killheffer, în recenzia sa pentru publicația Fantasy & Science Fiction a scris: "40 de semne de ploaie este o descriere fascinantă a felului în care funcționează știința și politica și o chemare către noi toți pentru a ne scoate capul din nisip și a ne confrunta cu amenințarea schimbării climatice. Ar trebui să-l ascultăm."
Kirkus Reviews a publicat o recenzie mai critică: "Chiar dacă au fost niște romane înțepenite, cărțile din seria Marte au reușit să ne transmită ceva din mesajul epopeii lor. Acest roman, însă, e ca o prevestire sumbră a sfârșitului lumii."
În Publishers Weekly s-a scris: "Povestea lui Robinson duce lipsă de dramatismul și incitarea altor romane referitoare la schimbarea climei globale precum Heavy Weather de Bruce Sterling sau Mother of Storms de John Barnes, dar descrierea modului în care ar reacționa savanții în fața amenințării dezastrului este foarte convingătoare. Este evident că lui Robinson îi pasă sincer de viitorul planetei și îl face și pe cititor să îi pese."

## Premii și nominalizări
- 2004 - nominalizare la Premiul BSFA pentru cel mai bun roman[4]
- 2005 – nominalizare la Premiul Locus.[5]